# Olivia Laing
Olivia Laing (geboren 1977) ist eine britische Journalistin, Schriftstellerin, Essayistin und Kulturkritikerin. Sie ist Autorin der Non-Fiction-Bücher To the River, The Trip to Echo Spring: On Writers and Drinking und The Lonely City: Adventures in the Art of Being Alone, die in 15 Sprachen übersetzt wurden. 2018 erschien ihr Roman Crudo. 2018 wurde sie mit einem Windham-Campbell Literature Prize für Non-Fiction ausgezeichnet. 2019 gewann sie für Crudo den James Tait Black Memorial Prize, den ältesten Literaturpreis Großbritanniens. Sie ist Mitglied der Royal Society of Literature.

## Ausbildung und frühes Leben
Olivia Laing wuchs in Chalfont St. Peter, Buckinghamshire auf. Sie lehnte einen Platz an der University of Cambridge ab, weil sie das radikalere Curriculum der University of Sussex bevorzugte, wo sie Englisch studierte, die Universität aber verließ, um ihrer Arbeit als politische Aktivistin und Umweltschützerin nachzugehen. Zu dieser Zeit lebte sie als Aussteigerin zurückgezogen in der Nähe von Brighton. 2003 erhielt sie einen Abschluss in Pflanzenheilkunde und arbeitete mehrere Jahre lang als Heilpraktikerin, bevor sie Journalistin wurde.

## Werk
Zwischen 2007 und 2009 war Laing stellvertretende Chefredakteurin des Literaturbereichs des Observers. Sie schreibt regelmäßig für The Guardian über Kunst und Literatur. Sie hat das Vorwort zu Close to the Knives, der Autobiographie des Künstlers David Wojnarowicz, und zu Modern Nature, einem Tagebuch des Filmemachers Derek Jarman, geschrieben. 2017 machte sie die Dokumentation Vanished into Music über den Musiker Arthur Russell für BBC Radio 4.
Laings erstes Buch To the River: A Journey Beneath the Surface wurde 2011 veröffentlicht. Darin läuft sie entlang der Ouse, dem Fluss, in dem Virginia Woolf sich 1941 ertränkte und reflektiert anhand Woolfs Leben und Werk über das Verhältnis von Geschichte, Ort und die Schwierigkeiten von Biografien. Das viel gelobte Buch war für den Ondaatje Prize und den Dolman Best Travel Book Award nominiert.
The Trip to Echo Spring: On Writers and Drinking wurde 2013 veröffentlicht und hatte viele prominente Fans, unter ihnen Nick Cave und Hilary Mantel, die es als eines der besten Bücher beschrieb, die sie über den Umgang mit Rückschlägen in künstlerischen Schaffensprozessen gelesen hat. Auf ihrer Reise durch Amerika erkundet Laing das komplexe und komplizierte Verhältnis von Kreativität und Alkoholismus anhand der Lebensgeschichten sechs männlicher amerikanischer Schriftsteller: F. Scott Fitzgerald, Ernest Hemingway, Tennessee Williams, John Berryman, John Cheever und Raymond Carver. Ihr Buch kam in die engere Auswahl für den Costa Book Award und den Gordon Burn Prize und war als New York Times Notable Book of 2014 gelistet.
2016 wurde ihr drittes Buch,The Lonely City: Adventures in the Art of Being Alone, veröffentlicht. Darin beschreibt sie Einsamkeit im urbanen Raum – wie schon in The Trip to Echo Spring – anhand der Biografien sechs männlicher Künstler: Edward Hopper, Andy Warhol, David Wojnarowicz, Henry Darger, Klaus Nomi und Josh Harris. Ausgehend von persönlichen Erfahrungen mit dem Alleinsein in einer Phase, in der sie in New York lebte, betrachtet Laing Einsamkeit als kulturell stigmatisierten Zustand und schafft dadurch einen neuen Zugang zu den Werken der teils sehr berühmten Künstler. Es wurde in 15 Sprachen übersetzt und war für den Gordon Brun Prize und den National Book Critics Circle Award for Criticism nominiert.
2018 erschien Laings erster Roman Crudo, der sich nur schwer einem Genre zuordnen lässt. Der Schlüsselroman berichtet über den Sommer 2017 als Zeit persönlicher Umbrüche und politischer Krise. Laing schrieb den Roman innerhalb von sieben Wochen als eine Hommage an Kathy Acker, der die Protagonistin nachempfunden ist. Er wurde als New York Times Notable Book of 2018 gelistet und war in der engeren Auswahl für den Gordon Burn Prize und den Goldsmiths Prize. 2019 gewann sie mit Crudo den James Tait Black Memorial Prize.

## Rezeption

### Crudo
Alex Lawrie von der University of Edinburgh und Mitglied der Jury des James Tait Black Memorial Prize beschrieb Crudo als „[...] fiction at its finest: a bold and reactive political novel that captures a raw slice of contemporary history with pace, charm, and wit.“ Alexandra Schwartz beschrieb den Roman in The New Yorker als „a work of autofiction that captures the apprehension of the present moment.“

## Preise und Auszeichnungen
- 2012 Royal Society of Literature Ondaatje Prize (Shortlist) – To the River
- 2012 Dolman Travel Book of the Year (Shortlist) – To the River
- 2013 Author Foundation Travelling Scholarship
- 2013 Costa Biography Award (Shortlist) – The Trip to Echo Spring
- 2014 Gordon Burn Prize (Shortlist) – The Trip to Echo Spring
- 2014 Eccles British Library Writers Award[20]
- 2016 Gordon Burn Prize (Shortlist) – The Lonely City
- 2017 National Books Critics Circle Award for Criticism (Shortlist) – The Lonely City
- 2018 Windham–Campbell Literature Prize[21]
- 2018 Goldsmiths Prize (Shortlist) – Crudo
- 2018 Gordon Burn Prize (Shortlist) – Crudo
- 2019 James Tait Black Memorial Prize (Auszeichnung) – Crudo

## Bibliographie

### Non-Fiction / Essays
- To the River: A Journey Beneath the Surface (Canongate, 2011)
- The Trip to Echo Spring: On Writers and Drinking (Canongate, 2013)
- The Lonely City: Adventures in the Art of Being Alone (Canongate, 2016)
- Funny Weather: Art in an Emergency (Picador, 2020)
- Everybody: A Book About Freedom (Picador, 2021)
- The Garden Against Time: In Search Of A Common Paradise. Picador, London 2024, ISBN 978-1-5290-6667-8.

### Prosa
- Crudo (Picador, 2018)

## Weiterführende Links
- Website der Autorin: http://olivialaing.co.uk
- Besprechung von Crudo im Guardian: https://www.theguardian.com/books/2018/jun/29/crudo-by-olivia-laing-review
- Besprechung von The Lonely City im New Statesman: https://www.newstatesman.com/culture/books/2016/02/olivia-laing-s-lonely-city-changes-how-we-view-artistic-sacrifice
- Besprechung von The Trip to Echo Spring im Observer: https://www.theguardian.com/books/2013/aug/11/echo-spring-olivia-laing-review
- Interview mit Olivia Laing https://www.buzzfeed.com/michelefilgate/the-myth-of-the-alcoholic-writer